# Adam Gunn (attore)
Adam Gunn (...) è un attore statunitense.

## Biografia
Adam Gunn ha esordito come attore nel 1977 nel film televisivo Mulligan's Stew.
Poi ha recitato in diversi film televisivi e in alcune celebri serie televisive come ad esempio La casa nella prateria e CHiPs.
Nel 1981 ha interpretato il ruolo di Michael Myers da ragazzo nel film Il signore della morte, dopodiché ha abbandonato la carriera di attore.

## Filmografia
- La famiglia Mulligan (Mulligan's Stew), nell'episodio "Pilot" (1977)
- La casa nella prateria (Little House on the Prairie), negli episodi "Mi ricordo, sì mi ricordo" (1978), "Finché staremo insieme 2ª parte" (1978), "I guerrieri di Winoka" (1978) e "Casa dolce casa 1ª parte" (1978)
- Like Normal People (1979) Film TV
- Young Love, First Love (1979) Film TV
- The Long Days of Summer (1980) Film TV
- CHiPs (CHiPs), nell'episodio "Un incontro salutare" (1980)
- Fallen Angel (1981) Film TV
- Trapper John (Trapper John, M.D.), nell'episodio "Brain Child" (1981)
- Halloween: Extended Edition (Halloween: Extended Edition) (1981) Film TV
- Il signore della morte - Halloween II (Halloween II) (1981)